# Dostoevskij - I demoni
Dostoevskij - I demoni (Les possédés) è un film del 1988 diretto da Andrzej Wajda. La pellicola è stata presentata in concorso al Festival di Berlino 1988.